# Салба (Краснотуранский район)
Салба — село в Краснотуранском районе Красноярского края. Административный центр Салбинского сельсовета.

## География
Село находится на севере района, на расстоянии примерно 40 км (по прямой) к северо-востоку от села Краснотуранск, административного центра района.

### Климат
Климат резко — континентальный с холодной зимой и жарким летом, суровый, с большими годовыми и суточными амплитудами температуры. Максимальная высота снежного покрова 46 см. Среднемесячная температура января колеблется от −23,5 ºС до −21,0 ºС, июля от +19,8 ºС до +18,8 ºС. Среднегодовая температура составляет −0,6 ºС ÷ −1,6 ºС. Годовая сумма осадков составляет 389 мм, причем большая её часть выпадает в теплый период года (82 % от годовой суммы).

## История
Упоминается с 1855 года как переселенческий участок. Основана выходцами из Оханского уезда Пермской губернии. В 1859 году проживало 158 жителей, в 1911 году — 950 жителей.

## Население
| 2010 |
| ---- |
| 252  |

### Национальный состав
Согласно результатам переписи 2002 года, в национальной структуре населения русские составляли 93 % из 393 чел.